# Джафарбейли
Джафарбейли (азерб. Cəfərbəyli) — село в Джафарбейлинском административно-территориальном округе Агдажбединского района Азербайджана.

## Этимология
Прежние названия села — Кимбаллу и Терекеме Джафарбейли.
Название происходит от рода Джафарбейли тюркского племени терекеме.

## История
Село Кимбаллу в 1913 году согласно административно-территориальному делению Елизаветпольской губернии относилось к Халфарадинлинскому сельскому обществу Шушинского уезда.
Село Таракема 9-е (Джафар-бека) в 1913 году согласно административно-территориальному делению Елизаветпольской губернии относилось к Халфарадинлинскому сельскому обществу Шушинского уезда.
Современное село образовано слиянием сел Кимбаллу и Таракема Джафар-бека.
В 1926 году согласно административно-территориальному делению Азербайджанской ССР село относилось к дайре Агджабеды Агдамского уезда.
После реформы административного деления и упразднения уездов в 1929 году был образован Гаджибеделлинский сельсовет в Агджабединском районе Азербайджанской ССР.
Согласно административному делению 1961 и 1977 года село Джафарбейли входило в Гаджибеделлинский сельсовет Агджабединского района Азербайджанской ССР.
5 октября 1999 года из Гаджибеделлинского административно-территориального округа выделен новый, Джафарбейлинский.
В 1999 году в Азербайджане была проведена административная реформа и внутри Джафарбейлинского административно-территориального округа был учрежден Джафарбейлинский муниципалитет Агджабединского района.

## География
Джафарбейли расположены в Карабахской степи, на берегу реки Каркарчай.
Село находится в 7,5 км от райцентра Агджабеди и в 285 км от Баку. Ближайшая железнодорожная станция — Агдам (действующая — Халадж).
Село находится на высоте 18 метров над уровнем моря.

## Население
| Численность населения | Численность населения | Численность населения | Численность населения |
| 1886                  | 1984                  | 1999                  | 2009                  |
| --------------------- | --------------------- | --------------------- | --------------------- |
| 281                   | ↗480                  | ↗733                  | ↗850                  |

В 1886 году в селах Кимбаллу и Таракема 9-е Джафар-бека проживало в общей сложности 281 человек, все — азербайджанцы, по вероисповеданию — мусульмане-шииты.
Население преимущественно занимается хлопководством, животноводством и выращиванием зерновых.

## Климат
| Показатель                                             | Янв. | Фев. | Март | Апр. | Май  | Июнь | Июль | Авг. | Сен. | Окт. | Нояб. | Дек. | Год  |
| ------------------------------------------------------ | ---- | ---- | ---- | ---- | ---- | ---- | ---- | ---- | ---- | ---- | ----- | ---- | ---- |
| Средний суточный максимум, °C                          | 6,4  | 7,6  | 11,1 | 18,9 | 23,8 | 28,6 | 31,8 | 31,4 | 26,6 | 21,2 | 14,0  | 8,6  | 19,1 |
| Средняя температура, °C                                | 2,6  | 3,7  | 6,8  | 13,5 | 18,3 | 23,0 | 26,0 | 25,3 | 21,3 | 16,4 | 10,0  | 4,8  | 14,3 |
| Средний суточный минимум, °C                           | −1,2 | −0,1 | 2,6  | 8,2  | 12,9 | 17,5 | 20,2 | 19,2 | 16,0 | 11,6 | 6,0   | 1,0  | 9,5  |
| Норма осадков, мм                                      | 23   | 26   | 31   | 43   | 50   | 37   | 15   | 18   | 23   | 43   | 28    | 34   | 371  |
| Источник: http://en.climate-data.org/location/992259/6 |      |      |      |      |      |      |      |      |      |      |       |      |      |

Среднегодовая температура воздуха в селе составляет +14,3 °C. В селе полупустынный климат.

## Инфраструктура
В советское время близ села располагалась молочно-товарная ферма.
В селе расположены почтовое отделение, средняя школа, библиотека, клуб, врачебный пункт.

### Памятники истории и клуьтуры
Близ села Джафарбейли располагается курган Сюмукли-тепе, относящийся, согласно исследованиям, к бронзовому веку.